# Svartsvansad åsnehare
Svartsvansad åsnehare (Lepus californicus) är ett däggdjur i familjen harar (Leporidae). Den förekommer i västra USA (från Idaho söderut och Kansas västerut) samt i norra Mexiko.
Liksom vitsvansad åsnehare (Lepus townsendii) har arten påfallande långa öron. Pälsens grundfärg är på ovansidan gråbrun och på buken vitaktig. Kännetecknande är en svart (men något otydlig) strimma på ryggen samt en svart svans. Med en kroppslängd mellan 47 och 63 centimeter är arten en av de största av alla harar (Lepus).
Svartsvansad åsnehare är bra anpassade till torra habitat. Den förekommer i halvöknar, stäpper och prärien men även i bergstrakter upp till 3 800 meter över havet. Denna hare är aktiv mellan skymningen och gryningen, den vilar på dagen i fördjupningar i marken eller bland buskar. Födan utgörs främst av gräs och den äter även kvistar och kaktusväxter. Nästan hela vätskebehovet täcks med födan.
Parningstiden ligger mellan december och september. Honor kan para sig tre till fyra gånger per år och de har per kull tre till fyra ungar. Liksom hos andra medlemmar i släktet är ungarna borymmare.
Svartsvansad åsnehare hittade gynnande förhållanden efter att människan dödade flera av artens fiender. Arten sökte sin föda i odlade områden och trädgårdar och betraktades därför som skadedjur. Liksom hos andra harar varierar populationens storlek mycket under olika år. På vissa ställen blev svartsvansad åsnehare sällsynt på grund av habitatförlust. Allmänt listas arten av IUCN som livskraftig (Least Concern).